# Сант-Анджело-ін-Вадо
Сант-Анджело-ін-Вадо (італ. Sant'Angelo in Vado) — муніципалітет в Італії, у регіоні Марке, провінція Пезаро і Урбіно.
Сант-Анджело-ін-Вадо розташований на відстані близько 200 км на північ від Риму, 90 км на захід від Анкони, 50 км на південний захід від Пезаро, 19 км на захід від Урбіно.
Населення — 4155 осіб (2014).
Щорічний фестиваль відбувається 29 вересня. Покровитель — Архангел Михаїл (San Michele Arcangelo).

## Демографія
Населення за роками:

Станом на 1 січня 2023 року в муніципалітеті офіційно проживало 410 іноземців з 23 країн, серед них 53 громадяни країн Євросоюзу та 5 громадян України.

## Сусідні муніципалітети
- Апеккьо
- Бельфорте-алл-Ізауро
- Карпенья
- Меркателло-суль-Метауро
- Пельйо
- П'яндімелето
- Урбанія
- Урбіно